# Front d'Alliberament Gai de Catalunya
Le Front d'Alliberament Gai de Catalunya (en français: Front de Libération Gay de Catalogne) est fondé en 1975, après la mort du dictateur Franco, sous l'impulsion du militant Armand de Fluvià. 

## Historique
Sous la dictature franquiste, le groupe fonctionne clandestinement  sous le nom de Mouvement Espagnol de Libération Homosexuelle (MELH).
Il réapparaît sous la transition démocratique en 1975 sous le nom de FAGC. Il devient un élément moteur de l'histoire du mouvement gay en Catalogne et dans toute l'Espagne. 

## Distinctions institutionnelles
- 2016 : Médaille d'honneur de la mairie de Barcelone;
- 2025 : Récipiendaire de la Croix de Saint-Georges de la Généralité de Catalogne[3].